# Імені Ільїча
імені Ільїча́ (рос. имени Ильича) — селище у складі Біловського округу Кемеровської області, Росія.

## Населення
Населення — 213 осіб (2010; 227 у 2002).
Національний склад (станом на 2002 рік):
- росіяни — 94 %